# Liste des députés de la préfecture de Hokkaidō
Cette page liste les membres de la Chambre des représentants du Japon élus dans les circonscriptions de la préfecture de Hokkaidō.

## 41elégislature(1996-2000)
Au cours de la 41e législature, les députés de la préfecture de Hokkaidō furent les suivants :
| Circonscription | Député | Député                  | Parti politique |
| --------------- | ------ | ----------------------- | --------------- |
| 1re             |        | Takahiro Yokomichi (ja) | PDJ             |
| 2e              |        | Jun'ichi Osanai (ja)    | Shinshintō      |
| 3e              |        | Gaku Ishizaki (ja)      | PLD             |
| 4e              |        | Shizuo Satō (ja)        | PLD             |
| 5e              |        | Nobutaka Machimura      | PLD             |
| 6e              |        | Hidenori Sasaki (ja)    | PDJ             |
| 7e              |        | Eikō Kaneta (ja)        | PLD             |
| 8e              |        | Yoshio Hachiro          | PDJ             |
| 9e              |        | Yukio Hatoyama          | PDJ             |
| 10e             |        | Tadamasa Kodaira (ja)   | PDJ             |
| 11e             |        | Shōichi Nakagawa        | PLD             |
| 12e             |        | Tsutomu Takebe (ja)     | PLD             |
| 13e             |        | Naoto Kitamura (ja)     | Shinshintō      |

## 42elégislature(2000-2003)
Au cours de la 42e législature, les députés de la préfecture de Hokkaidō furent les suivants :
| Circonscription | Député | Député                  | Parti politique |
| --------------- | ------ | ----------------------- | --------------- |
| 1re             |        | Takahiro Yokomichi (ja) | PDJ             |
| 2e              |        | Takamori Yoshikawa      | PLD             |
| 3e              |        | Satoshi Arai (ja)       | PDJ             |
| 4e              |        | Shizuo Satō (ja)        | PLD             |
| 5e              |        | Nobutaka Machimura      | PLD             |
| 6e              |        | Hidenori Sasaki (ja)    | PDJ             |
| 7e              |        | Eikō Kaneta (ja)        | PLD             |
| 8e              |        | Yoshio Hachiro          | PDJ             |
| 9e              |        | Yukio Hatoyama          | PDJ             |
| 10e             |        | Tadamasa Kodaira (ja)   | PDJ             |
| 11e             |        | Shōichi Nakagawa        | PLD             |
| 12e             |        | Tsutomu Takebe (ja)     | PLD             |
| 13e             |        | Naoto Kitamura (ja)     | PLD             |

## 43elégislature(2003-2005)
Au cours de la 43e législature, les députés de la préfecture de Hokkaidō furent les suivants :
| Circonscription | Député | Député                  | Parti politique |
| --------------- | ------ | ----------------------- | --------------- |
| 1re             |        | Takahiro Yokomichi (ja) | PDJ             |
| 2e              |        | Wakio Mitsui (ja)       | PDJ             |
| 3e              |        | Satoshi Arai (ja)       | PDJ             |
| 4e              |        | Yoshio Hachiro          | PDJ             |
| 5e              |        | Nobutaka Machimura      | PLD             |
| 6e              |        | Hiroshi Imazu (ja)      | PLD             |
| 7e              |        | Naoto Kitamura (ja)     | PLD             |
| 8e              |        | Seiichi Kaneta          | PDJ             |
| 9e              |        | Yukio Hatoyama          | PDJ             |
| 10e             |        | Tadamasa Kodaira (ja)   | PDJ             |
| 11e             |        | Shōichi Nakagawa        | PLD             |
| 12e             |        | Tsutomu Takebe (ja)     | PLD             |

## 44elégislature(2005-2009)
Au cours de la 44e législature, les députés de la préfecture de Hokkaidō furent les suivants :
| Circonscription | Député | Député                  | Parti politique |
| --------------- | ------ | ----------------------- | --------------- |
| 1re             |        | Takahiro Yokomichi (ja) | PDJ             |
| 2e              |        | Wakio Mitsui (ja)       | PDJ             |
| 3e              |        | Gaku Ishizaki (ja)      | PLD             |
| 4e              |        | Yoshio Hachiro          | PDJ             |
| 5e              |        | Nobutaka Machimura      | PLD             |
| 6e              |        | Takahiro Sasaki (ja)    | PDJ             |
| 7e              |        | Hiroko Nakano           | PDJ             |
| 8e              |        | Seiichi Kaneta          | PDJ             |
| 9e              |        | Yukio Hatoyama          | PDJ             |
| 10e             |        | Tadamasa Kodaira (ja)   | PDJ             |
| 11e             |        | Shōichi Nakagawa        | PLD             |
| 12e             |        | Tsutomu Takebe (ja)     | PLD             |

## 45elégislature(2009-2012)
Au cours de la 45e législature, les députés de la préfecture de Hokkaidō furent les suivants :
| Circonscription | Député | Député                  | Parti politique | Mandat    |
| --------------- | ------ | ----------------------- | --------------- | --------- |
| 1re             |        | Takahiro Yokomichi (ja) | PDJ             |           |
| 2e              |        | Wakio Mitsui (ja)       | PDJ             |           |
| 3e              |        | Satoshi Arai (ja)       | PDJ             |           |
| 4e              |        | Yoshio Hachiro          | PDJ             |           |
| 5e              |        | Chiyomi Kobayashi       | PDJ             | 2009-2010 |
| 5e              |        | Nobutaka Machimura      | PLD             | 2010-2012 |
| 6e              |        | Takahiro Sasaki (ja)    | PDJ             |           |
| 7e              |        | Yoshitaka Itō (ja)      | PLD             |           |
| 8e              |        | Seiji Ōsaka             | PDJ             |           |
| 9e              |        | Yukio Hatoyama          | PDJ             |           |
| 10e             |        | Tadamasa Kodaira (ja)   | PDJ             |           |
| 11e             |        | Tomohiro Ishikawa (ja)  | PDJ             |           |
| 12e             |        | Kenkō Matsuki (ja)      | PDJ             |           |

## 46elégislature(2012-2014)
Au cours de la 46e législature, les députés de la préfecture de Hokkaidō furent les suivants :
| Circonscription | Député | Député                    | Parti politique |
| --------------- | ------ | ------------------------- | --------------- |
| 1re             |        | Toshimitsu Funahashi (ja) | PLD             |
| 2e              |        | Takamori Yoshikawa        | PLD             |
| 3e              |        | Hirohisa Takagi (ja)      | PLD             |
| 4e              |        | Hiroyuki Nakamura (ja)    | PLD             |
| 5e              |        | Nobutaka Machimura        | PLD             |
| 6e              |        | Hiroshi Imazu (ja)        | PLD             |
| 7e              |        | Yoshitaka Itō (ja)        | PLD             |
| 8e              |        | Kazuo Maeda (ja)          | PLD             |
| 9e              |        | Manabu Horii              | PLD             |
| 10e             |        | Hisashi Inatsu (ja)       | Kōmeitō         |
| 11e             |        | Yūko Nakagawa             | PLD             |
| 12e             |        | Arata Takebe (ja)         | PLD             |

## 47elégislature(2014-2017)
Au cours de la 47e législature, les députés de la préfecture de Hokkaidō furent les suivants :
| Circonscription | Député | Député                  | Parti politique | Mandat    |
| --------------- | ------ | ----------------------- | --------------- | --------- |
| 1re             |        | Takahiro Yokomichi (ja) | PDJ             |           |
| 2e              |        | Takamori Yoshikawa      | PLD             |           |
| 3e              |        | Hirohisa Takagi (ja)    | PLD             |           |
| 4e              |        | Hiroyuki Nakamura (ja)  | PLD             |           |
| 5e              |        | Nobutaka Machimura      | PLD             | 2014-2016 |
| 5e              |        | Yoshiaki Wada (ja)      | PLD             | 2016-2017 |
| 6e              |        | Takahiro Sasaki (ja)    | PDJ             |           |
| 7e              |        | Yoshitaka Itō (ja)      | PLD             |           |
| 8e              |        | Seiji Ōsaka             | PDJ             |           |
| 9e              |        | Manabu Horii            | PLD             |           |
| 10e             |        | Hisashi Inatsu (ja)     | Kōmeitō         |           |
| 11e             |        | Yūko Nakagawa           | PLD             |           |
| 12e             |        | Arata Takebe (ja)       | PLD             |           |

## 48elégislature(2017-2021)
Au cours de la 48e législature, les députés de la préfecture de Hokkaidō furent les suivants :
| Circonscription | Député | Député                 | Parti politique | Mandat    |
| --------------- | ------ | ---------------------- | --------------- | --------- |
| 1re             |        | Daiki Michishita (ja)  | PDC             |           |
| 2e              |        | Takamori Yoshikawa     | PLD             | 2017-2021 |
| 2e              |        | Kenkō Matsuki (ja)     | PDC             | 2021      |
| 3e              |        | Satoshi Arai (ja)      | PDC             |           |
| 4e              |        | Hiroyuki Nakamura (ja) | PLD             |           |
| 5e              |        | Yoshiaki Wada (ja)     | PLD             |           |
| 6e              |        | Takahiro Sasaki (ja)   | PDC             |           |
| 7e              |        | Yoshitaka Itō (ja)     | PLD             |           |
| 8e              |        | Seiji Ōsaka            | PDC             |           |
| 9e              |        | Manabu Horii           | PLD             |           |
| 10e             |        | Hisashi Inatsu (ja)    | Kōmeitō         |           |
| 11e             |        | Kaori Ishikawa         | PDC             |           |
| 12e             |        | Arata Takebe (ja)      | PLD             |           |

## 49elégislature(2021-2024)
Au cours de la 49e législature, les députés de la préfecture de Hokkaidō furent les suivants :
| Circonscription | Député | Député                 | Parti politique |
| --------------- | ------ | ---------------------- | --------------- |
| 1re             |        | Daiki Michishita (ja)  | PDC             |
| 2e              |        | Kenkō Matsuki (ja)     | PDC             |
| 3e              |        | Hirohisa Takagi (ja)   | PLD             |
| 4e              |        | Hiroyuki Nakamura (ja) | PLD             |
| 5e              |        | Yoshiaki Wada (ja)     | PLD             |
| 6e              |        | Kuniyoshi Azuma (ja)   | PLD             |
| 7e              |        | Yoshitaka Itō (ja)     | PLD             |
| 8e              |        | Seiji Ōsaka            | PDC             |
| 9e              |        | Tatsumaru Yamaoka (ja) | PDC             |
| 10e             |        | Hisashi Inatsu (ja)    | Kōmeitō         |
| 11e             |        | Kaori Ishikawa         | PDC             |
| 12e             |        | Arata Takebe (ja)      | PLD             |

## 50elégislature(depuis 2024)
Au cours de la 50e législature, les députés de la préfecture de Hokkaidō sont les suivants :
| Circonscription | Député | Député                 | Parti politique |
| --------------- | ------ | ---------------------- | --------------- |
| 1re             |        | Daiki Michishita (ja)  | PDC             |
| 2e              |        | Kenkō Matsuki (ja)     | PDC             |
| 3e              |        | Yutaka Arai (ja)       | PDC             |
| 4e              |        | Kureha Ōtsuki (ja)     | PDC             |
| 5e              |        | Maki Ikeda             | PDC             |
| 6e              |        | Kuniyoshi Azuma (ja)   | PLD             |
| 7e              |        | Takako Suzuki          | PLD             |
| 8e              |        | Seiji Ōsaka            | PDC             |
| 9e              |        | Tatsumaru Yamaoka (ja) | PDC             |
| 10e             |        | Hiroshi Kamiya (ja)    | PDC             |
| 11e             |        | Kaori Ishikawa         | PDC             |
| 12e             |        | Arata Takebe (ja)      | PLD             |